# Yang Shong Lue

Chữ Pahawh Hmông
trong bảng Unicode

Yang Shong Lue (Giàng Sông Lự, RPA: Yaj Soob Lwj, Chữ Hmông Việt: Zangx Sôngz Lưx) ; 15/09/1929 - tháng 2 năm 1971) là một nhà lãnh đạo tinh thần của người Hmông tại Lào.
Ông là người phát minh của bộ chữ Pahawh Hmông, một bộ chữ bán âm tiết để viết các tiếng địa phương của tiếng H'Mông, cũng như tiếng Khmu. Phát minh này dẫn đến ông được một bộ phận người Hmông vinh danh là "Mẹ của chữ viết" (RPA: Niam Ntawv (Niêv Ntơưr); Mother of Writing).
Bộ chữ Pahawh Hmông hiện có mã unicode là U+16B00–U+16B8F.

## Lịch sử
Sinh ra tại bản Fi Tong (Huồi Tụ) vùng tây Nghệ An (Nay thuộc xã Đoọc Mạy, huyện Kỳ Sơn), miền trung Việt Nam, gần với thị trấn Nong Het, Lào, Yang lớn lên mà không biết đọc biết viết, mặc dù ông có khả năng quan sát nhiều hệ thống chữ viết khác nhau. Trong phần lớn cuộc đời, ông sống như một nông dân và sản xuất giỏ.
Từ năm 1959 trở đi, ông bộc lộ khả năng thần học, và trong thời gian đó ông đã được thầy là một cặp song sinh nam dạy chữ Pahawh. Trong tầm nhìn của mình, ông được hướng dẫn để dạy chữ cho người Hmông và Khmu. Ông tin rằng các nhóm người chấp nhận các hệ thống chữ viết sẽ nảy nở và thoát khỏi những khó khăn trong thời gian nội chiến Lào. Ông đã xưng là Con Chúa Trời, Đấng Cứu thế (RPA: Theej Kaj Pej Xeem (Thênhx Cax Pêx Xênhv)) của người Hmông và Khmu, và Đức Chúa Trời đã tiết lộ chữ Pahawh cho ông, để khôi phục lại chữ viết cho những dân tộc này. Sau đó, ông bắt đầu dạy chữ viết và thông điệp cứu rỗi tại Lào.
Sau những thành công ban đầu, bao gồm cả việc xây dựng một trường học ở bản Fi Kha, Yang thành mục tiêu của lực lượng cộng sản do sự hợp tác của ông với tướng Vang Pao và quân đội của ông ta. Nhưng rồi ông bị nghi ngờ bởi các nhóm người Hmông hỗ trợ Chính phủ Hoàng gia Lào, bao gồm cả các thành viên của quân đội Vang Pao, cũng như cả người Hmông ủng hộ cộng sản Pathet Lào.
Nhằm ngăn chặn sự chống đối và cạnh tranh lãnh đạo người Hmông, tướng Vang Pao đã dùng cả hối lộ và ra lệnh cho Yang Nos Toom ám sát Yang Shong Lue vào năm 1971 ở bản Nam Chia, một thời gian ngắn sau khi Yang Shong Lue cho ra phiên bản thứ tư và là cuối cùng của bộ chữ Pahawh Hmông. Hai sát thủ mặc quân phục quân đội Việt Minh dùng AK-47 bắn chết Shong Lue, bắn người vợ là Bau Moua trọng thương ở bụng, và bắn người con là Yang Ba lúc đó ở ngoài nhà vào chân. Yang Ba chạy trốn vào rừng và sống sót, còn Bau Moua sau mấy ngày thì chết, nhưng vẫn tường thuật được sự việc.
Tuy nhiên, Yang Nos Toom chưa bao giờ nhận được phần thưởng của mình là 3 triệu Kip Lào (khoảng 158,96 $ trong năm 1974; tương đương khoảng từ 340,14$ đến 377,96$ theo giá hiện nay). Năm 1974, trong khi cố gắng để lấy khoản hối lộ từ tướng Vang Pao ở Thái Lan, Yang Nos Toom đã bị giới chức Thái Lan giết theo lệnh của tướng Vang Pao. Yang Nos Toom bị còng tay, bịt mắt, và ném xuống sông Mekong.
Tuy Yang Shong Lue chết nhưng hệ thống chữ viết của ông vẫn còn tồn tại cho tới ngày nay và đã được tái bản thành nhiều cuốn sách. Một trong những cuốn sách này do William A. Smalley viết, là "Mẹ của chữ viết" Lưu trữ ngày 2 tháng 7 năm 2015 tại Wayback Machine (Mother of Writing Lưu trữ ngày 2 tháng 7 năm 2015 tại Wayback Machine).